# مركز البحوث والتواصل المعرفي
مركز البحوث والتواصل المعرفي هو مؤسسة بحثية سعودية مستقلة، تأسس في ربيع الآخر سنة 1437هـ/ يناير 2016، يُعنى بالدراسات الإنسانية والقضايا المعاصرة، والعلاقات الدولية، والتواصل الفكري والعلمي مع الهيئات الثقافية، والمؤسسات البحثية في كل أنحاء العالم.

## الأهداف
- تبنّي الدراسات والبحوث الجادة التي تسهم في توفير معلومات وافية عن الموضوعات والقضايا في الشؤون المختلفة، وتحليلها، ومعالجتها، بأسلوب علمي موضوعي.
- تحقيق التواصل المعرفي مع الجهات البحثية الوطنية والعربية والإقليمية والدولية، وتبادل المعلومات والأفكار ووجهات النظر حول القضايا المختلفة؛ لتجلية الحقائق، وتشكيل اتجاهات موضوعية نحوها.
- الإسهام في إيجاد وعي مجتمعي بالقضايا الحياتية ومجريات الأحداث.
- التواصل مع مراكز البحوث والدراسات ووسائل الإعلام خارج المملكة.
- استقطاب المختصين بشؤون المملكة؛ من أكاديميين، وخبراء، وإعلاميين، وغيرهم؛ من المهتمين بالشأن السعودي، وتوثيق العلاقة معهم؛ وإشراكهم في فعاليّات المركز.

## الأنشطة والبرامج
- إجراء البحوث والدراسات ذات العلاقة بالمملكة العربية السعودية ونشرها، وتعميم الفائدة منها.[5]
- إعداد البحوث والدراسات الاستراتيجية المتعلّقة بالقضايا العربية والإقليمية والدولية، والإحاطة بوجهات النظر المختلفة حولها.
- إعداد دراسات مستقبلية حول الاحتمالات والتوقّعات الخاصة بالمتغيّرات والقضايا الداخلية والخارجية التي تتعلّق بالمملكة.
- استقطاب الباحثين من داخل المملكة وخارجها، وإشراكهم في حلقات نقاش وورش عمل متخصصة في قضايا بحثية محددة.
- التواصل مع الجمهور العام، من خلال محاضرات وندوات ومؤتمرات تطرح قضايا تجد اهتمامه ومتابعته.
- نشر الأعمال التراثية المؤصَّلة التي تبرز عطاء الحضارة العربية الإسلامية، وإسهامها في رفد الحضارة الإنسانية وإغنائها.
- ترجمة الأعمال الأجنبية التي تهم المتلقي العربي، لإطلاعه على رؤى الآخرين في الشرق والغرب.
- تركيز الاهتمام في البحوث والتقارير الأجنبية ذات الصلة بالسعودية، والعالم العربي والإسلامي، ونقلها إلى العربية، مع دراستها، وتحليلها.
- إصدار دوريات متنوّعة تعنى بالقضايا السعودية والعربية والدولية، وتبرز ماضي المملكة وتراثها الحضاري، وواقع الحياة بها.